# Cornelius van Oyen
Cornelius van Oyen, född 28 november 1886 i Brandenburg an der Havel, död 19 januari 1954 i Berlin, var en tysk sportskytt.
Han blev olympisk guldmedaljör i pistol vid sommarspelen 1936 i Berlin.